# Amberleya
Genre
Amberleya est un genre fossile de gastéropodes marins de la famille des Eucyclidae.

## Liste des espèces
Selon World Register of Marine Species (16 mars 2024) :
- † Amberleya bathonica L. R. Cox & Arkell, 1950 ;
- † Amberleya cretacea Beisel, 1983 ;
- † Amberleya spinigera Wilckens, 1910 ;
- † Amberleya torosa Marwick, 1953 ;
- † Amberleya zealandica Trechmann, 1923.

## Classification
Le nom valide complet (avec auteur) de ce taxon est Amberleya J. Morris & Lycett, 1851.